# Pietro Bernardini (militare)
Pietro Bernardini (Prepotto, 1914 – Wolinzewo, 6 dicembre 1941) è stato un militare italiano insignito della medaglia d'oro al valor militare alla memoria nel corso della seconda guerra mondiale.

## Biografia
Nacque a Prepotto nel 1914, figlio di Romeo e Giuseppina Rum. nasce nel 1914 a Prepotto (Udine). Iscritto come studente alla facoltà di economia e commercio dell'Università di Roma, nel gennaio 1940 fu arruolato nel Regio Esercito ed ammesso a frequentare il corso allievi ufficiali di complemento presso il 52º Reggimento fanteria "Alpi" e nell’agosto dello stesso anno venne promosso sottotenente. Assegnato all'82º Reggimento fanteria "Torino" mobilitato e trattenuto in servizio attivo, il 18 luglio 1941 partì con il reggimento per l'Unione Sovietica, inquadrato nella 52ª Divisione fanteria "Torino" inquadrata nel CSIR. Cadde in combattimento a Wolinzewo il 6 dicembre 1941, nel corso della battaglia di Natale.
A lui sono state intitolate la caserma di Cavazzo Carnico (UD), la sezione dell'Associazione Nazionale Combattenti e Reduci di Trieste e una sezione di Roma; a lui intitolate una pubblica via nel Comune di Roma, di Civitavecchia e isola del Giglio.